# جبن بندل
جبن البندل أو جبنة بندلية هي جبنة نشأت في مستعمرة الباندل البرتغالية السابقة في شرق الهند. وقد أدخلها البرتغاليون وصنعها شعب الموغ (البُرميون) تحت إشراف برتغالي. وفي الوقت الحاضر، يُعد بلاش غوش وعائلته الحرفيين القلائل المتبقين الذين يصنعون جبنة البندل.  ويرتبط بلاش غوش وعائلته بشركة أغذية مقرها كلكتا، وهي شركة لتسويق جبنة البندل. 